# Paráskérgű tölgy
A paráskérgű tölgy (Quercus variabilis) a bükkfavirágúak (Fagales) közé tartozó tölgy nemzetség egyik faja.

## Előfordulása
Kína, Japán, Korea hegyvidéki erdei.

## Leírása
Terebélyes, 25 méter magas, lombhullató fafaj. Kérge világos szürkésbarna, vastag parás, mélyen repedezett. Levelei keskenyek, 20 cm hosszúak, 5 cm szélesek, kihegyezettek, szúrósan fogazottak. Számos párhuzamos oldalerük a fogak csúcsához fut.
Felszínük fényes sötétzöld, sima, fonákjuk szürke, finoman molyhos. 
A virágok tavasz végén nyílnak, a porzós barkák sárgászöldek, lecsüngőek, a termősek kevéssé feltűnőek.
A termése bozontos pikkelyekkel fedett, 2 cm-es kupacsba zárt makk.

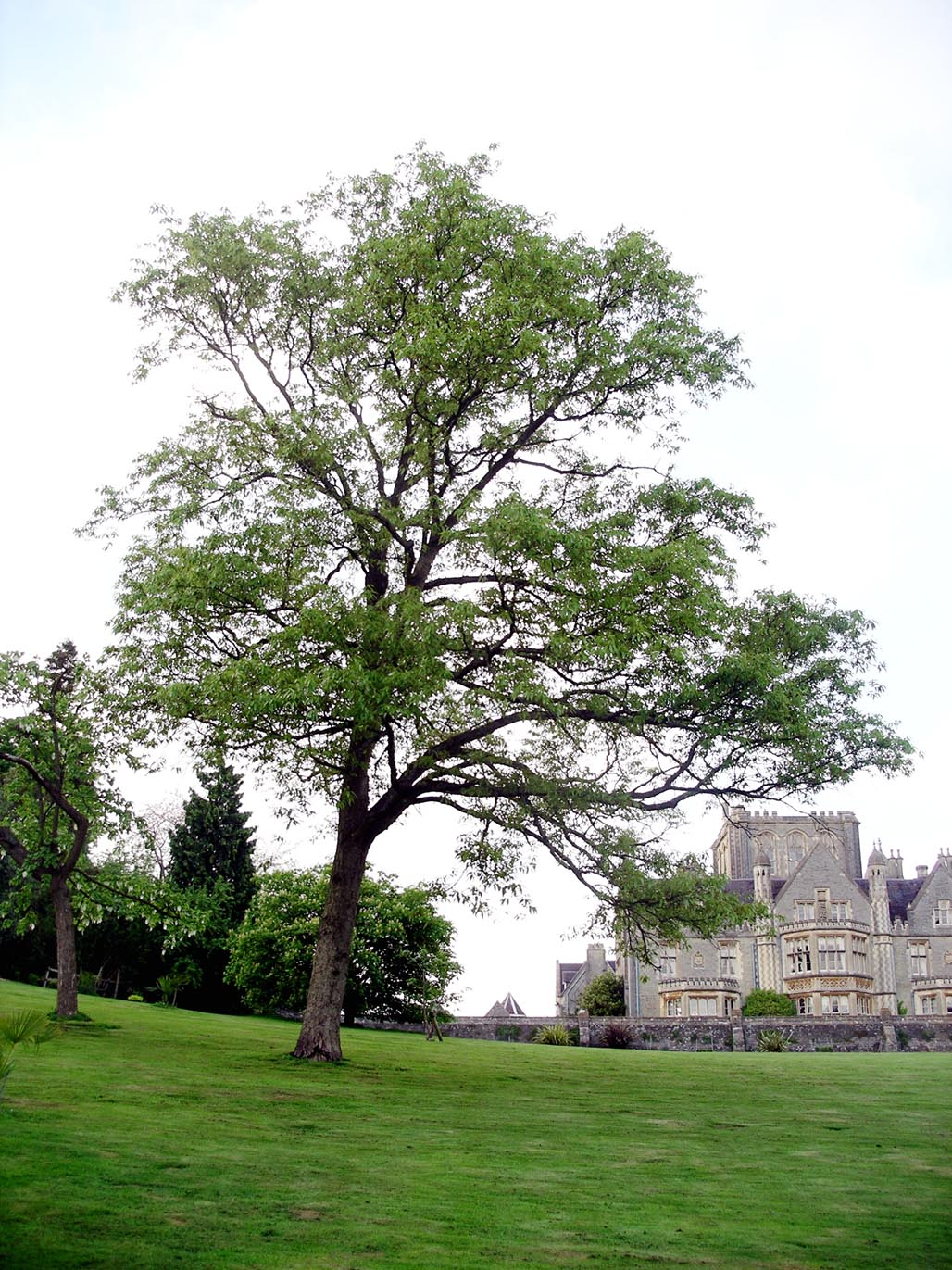
Habitusa
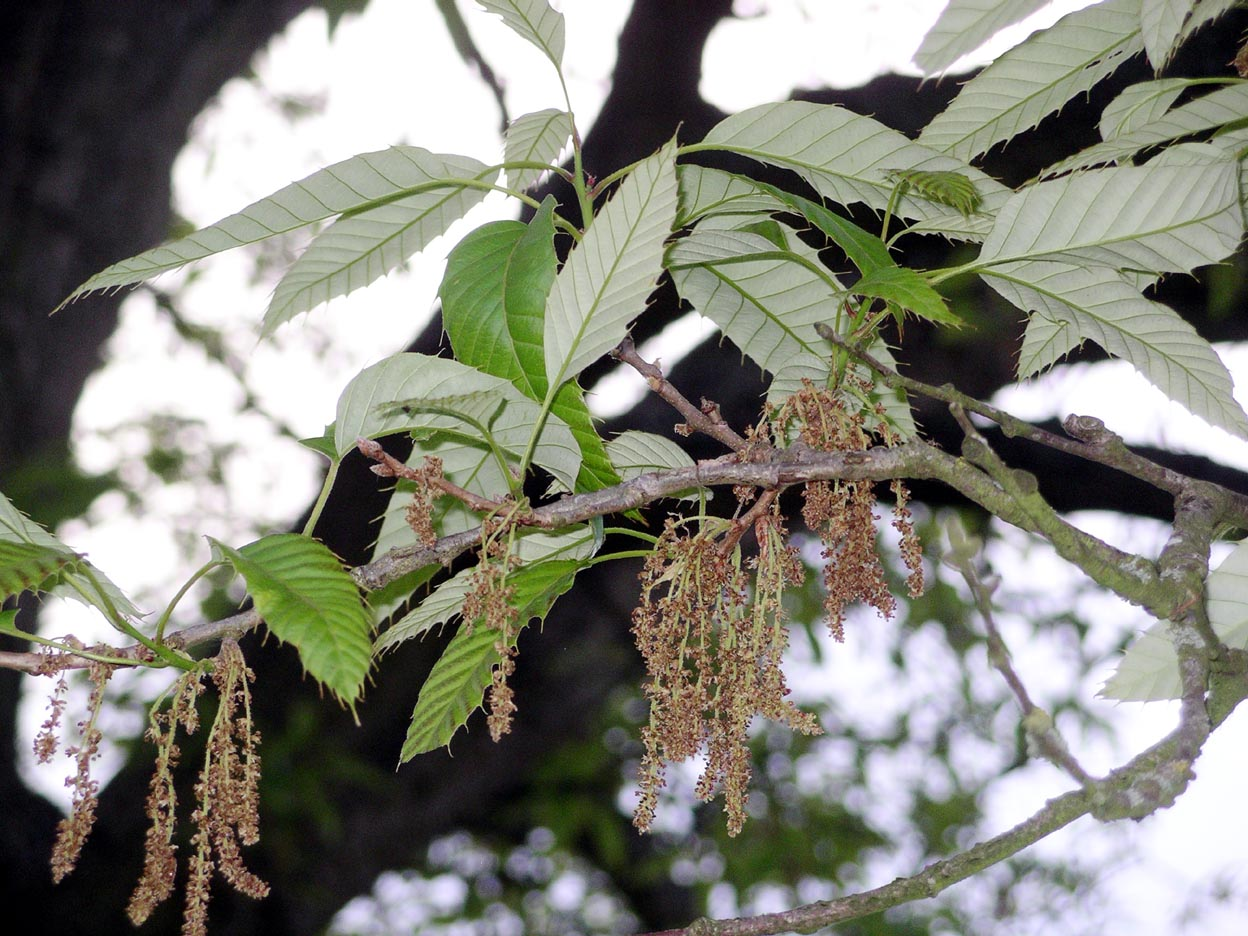
Virágai
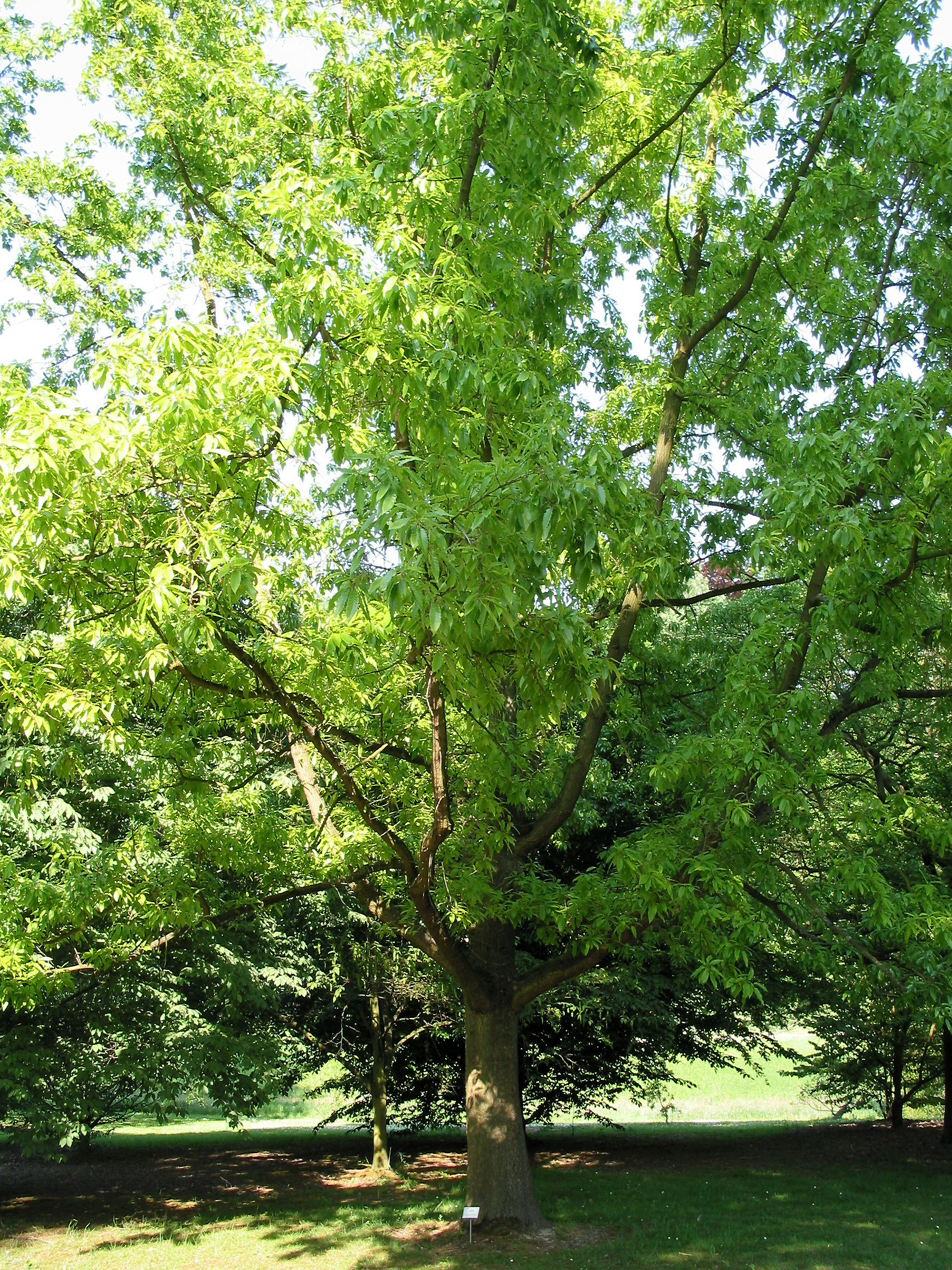
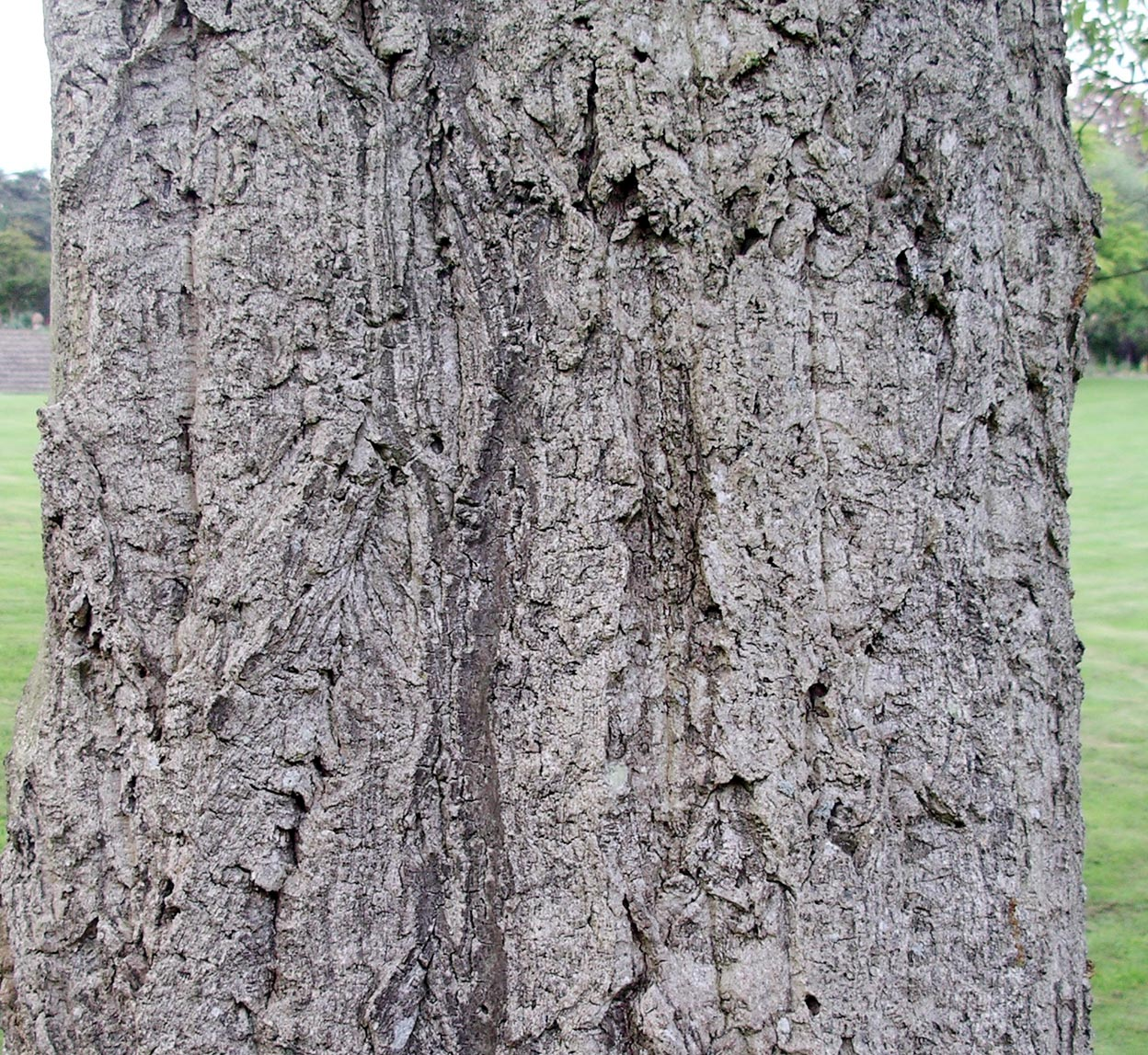
Kérge